# M25 Sniper Weapon System
O M25 Sniper Weapon System é um fuzil de precisão de empreendimento conjunto projetado para as Forças Especiais do Exército dos EUA e para U.S. Navy SEALs, da Marinha dos EUA. Foi originalmente desenvolvido pelo 10º Grupo de Forças Especiais — que, na época, tinha sede em Fort Devens, Massachusetts — para atender a um requerimento de um fuzil de precisão baseado em um M14 de classe match que correspondesse aos requisitos das Forças Especiais do Exército e Navy SEALs.
O SOCOM chamou o fuzil de "Light Sniper Rifle", e também é conhecido como "Sniper Security System" e "Product Improved M21". A versão comercial foi nomeada "White Feather" (em português: Pena Branca) em homenagem a Carlos Hatchock, um franco-atirador do Corpo de Fuzileiros Navais dos EUA que ficou famoso durante a Guerra do Vietnã. (O inimigo o chamava de "Pena Branca" porque usava uma pena branca em seu chapéu para provocar as tropas inimigas que estivessem na esperança de receber uma grande recompensa por sua morte ou captura oferecida pelo inimigo.)
O M25 é semelhante em muitos aspectos ao M21. Possui um cano do M14 National Match e uma coronha de plástico com reforço de fibra de vidro da McMillan, usa um pistão a gás especial, um guia de mola National Match e um suporte de luneta Advanced Scope Mounting System, da Brookfield Precision Tool. A maioria dos fuzis usa a luneta Bausch & Lomb 10× Tactical; alguns usam lunetas fabricadas pela Leupold & Stevens, incluindo a Ultra Mark 4 M1, a Ultra Mark 4 M3 e a Vari X-III LR M3. Os silenciadores para uso com este fuzil são fabricados pela Ops Inc.
O M25 não é um fuzil de substituição para o M24 Sniper Weapon System; ele foi projetado para atender a uma necessidade específica de fogo preciso além do alcance de uma carabina de uso padrão e tem sido usado desde a Guerra do Golfo como um fuzil de atirador designado (DMR). Como um DMR, o M25 oferece a um observador ou a um atirador designado um fuzil de longo alcance que pode ser disparado a uma taxa mais rápida que um fuzil de precisão de ferrolho.